# Onderdendam
Onderdendam (en groningois : Onderndaam) est un village de la commune néerlandaise de Het Hogeland, situé dans la province de Groningue.

## Géographie
Le village est situé à 4 km au nord de Bedum. Il est situé sur le Boterdiep et le Winsumerdiep.

## Histoire
Onderdendam fait partie de la commune de Bedum avant le 1er janvier 2019, où elle est supprimée et fusionnée avec De Marne, Eemsmond et Winsum pour former la nouvelle commune de Het Hogeland.

## Démographie
Le 1er janvier 2018, le village comptait 590 habitants.

## Sites et monuments

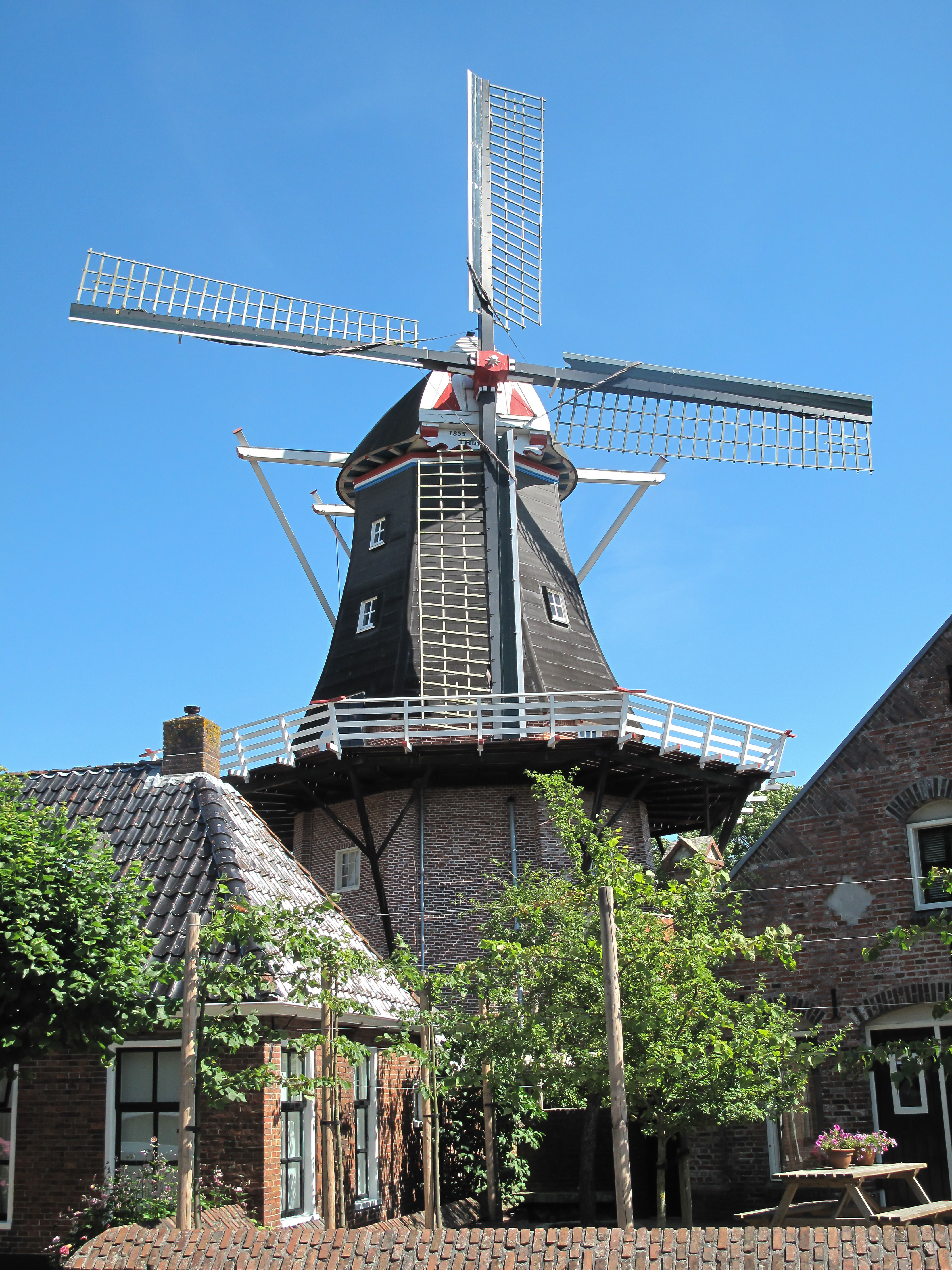
Le moulin à vent Hunsingo

- Le moulin à vent Hunsingo ou van Haitsma était utilisé pour le maïs.